# Dasybasis cirra
Dasybasis cirra är en tvåvingeart som först beskrevs av Ricardo 1917.  Dasybasis cirra ingår i släktet Dasybasis och familjen bromsar. Inga underarter finns listade i Catalogue of Life.